# Armand Godard
Armand Godard (geb. vor 1920; gest. nach 1937) war ein französischer Bildhauer des Art déco.

## Leben
Die Lebensdaten Godards sind in der Literatur nicht bekannt. Er fertigte zahlreiche chryselephantine Statuetten aus Bronze und Elfenbein im Stil des Art déco unter anderem für die Bildgießerei Edmond Etling.
In den 1920er und 1930er Jahren stellte er in Paris auf den Salons der Société des Artistes Français aus. Auf der Weltfachausstellung Paris 1937 zeigte er eine 4,5 Meter hohe monumentale Statue und eine patinierte Gipsskulptur.

## Werke (Auswahl)
- Place Saint Marc
- La Liseuse
- Danseuse Orientale
- Danseuse à la bulle
- Epreuve
- Une danseuse russe, 1925
- Danseuse orientale
- Danseuse au cerceau, 1920

- Une femme assise au drapé, 1925
- La fumeuse
- Encantador de serpientes
- Deux élégantes lisant
- Femme au lévrier
- Enfants jouant avec un bouc
- Danceuse au cerceau, 1925
- Charme de l’Orient